# Taça dos Campeões Europeus de Hóquei em Patins de 1969-1970
A Taça dos Campeões Europeus de Hóquei em Patins de 1970 foi a 5.ª edição da Taça dos Campeões.

## Equipas participantes
| País               | Clube           | Classificação                              |
| ------------------ | --------------- | ------------------------------------------ |
| Alemanha Ocidental | IGR Remscheid   | Campeão da Liga Alemã-Ocidental de 1968/69 |
| Alemanha Oriental  | SV Granschütz   | Campeão da Liga Alemã-Oriental de 1968/69  |
| Bélgica            | Royal Sunday    | Campeão da Liga Belga de 1968/69           |
| Espanha            | Reus Deportiu   | Campeão Europeu de 1968/69                 |
| Espanha            | CP Voltregà     | Vencedor da Taça Generalíssimo de 1968/69  |
| França             | Gujan-Mestras   | Campeão da Liga Francesa de 1968/69        |
| Inglaterra         | Bury St Edmunds | Vencedor da Taça de Inglaterra de 1968/69  |
| Itália             | Hockey Novara   | Campeão da Liga Italiana de 1968/69        |
| Países Baixos      | RHC Residentie  | Campeão da Liga Neerlandesa de 1968/69     |
| Portugal           | FC Porto        | 2.º lugar da Liga Portuguesa de 1969       |
| Suíça              | Montreux HC     | Campeão da Liga Suíça de 1968/69           |

## Jogos

### 1.ª Eliminatória
| Equipa 1       | Total     | Equipa 2        | 1.ª Mão | 2.ª Mão |
| -------------- | --------- | --------------- | ------- | ------- |
| SV Graunschütz | 0-5 (w/o) | Bury St Edmunds | -       | -       |
| Gujan-Mestras  | 8-6       | Residentie      | 4-2     | 4-4     |
| Hockey Novara  | 13-5      | Montreux HC     | 3-1     | 10-4    |
| CP Voltregà    | 35-10     | Royal Sunday    | 26-6    | 9-4     |

### Fase Final
|  | Quartas de final | Quartas de final | Quartas de final | Quartas de final |                  |               | Semifinais    | Semifinais | Semifinais |  |  | Final | Final | Final |
|  |                  |                  |                  |                  |                  |               |               |            |            |  |  |       |       |       |
|  | 1                | Remscheid        | 2                | 5                |                  |               |               |            |            |  |  |       |       |       |
|  | 8                | FC Porto         | 10               | 8                |                  |               |               |            |            |  |  |       |       |       |
|  | 8                | FC Porto         | 10               | 8                |                  | FC Porto      | 5             | 4          |            |  |  |       |       |       |
|  |                  |                  |                  |                  |                  | FC Porto      | 5             | 4          |            |  |  |       |       |       |
|  |                  | Reus Deportiu    | 3                | 9                |                  |               |               |            |            |  |  |       |       |       |
|  | 4                | Reus Deportiu    | 3                | 9                | Reus Deportiu    |               |               |            |            |  |  |       |       |       |
|  | 4                |                  |                  |                  | Reus Deportiu    |               |               |            |            |  |  |       |       |       |
|  | 5                |                  |                  |                  |                  |               |               |            |            |  |  |       |       |       |
|  |                  |                  |                  |                  |                  |               | Reus Deportiu | 12         | 6          |  |  |       |       |       |
|  |                  |                  |                  |                  |                  |               |               |            |            |  |  |       |       |       |
|  |                  | CP Voltregà      | 5                | 8                |                  |               |               |            |            |  |  |       |       |       |
|  | 3                | CP Voltregà      | 5                | 8                | Bury St. Edmunds | 3             | 3             |            |            |  |  |       |       |       |
|  | 3                |                  |                  |                  | Bury St. Edmunds | 3             | 3             |            |            |  |  |       |       |       |
|  | 6                | Gujan-Mestras    | 3                | 4                |                  |               |               |            |            |  |  |       |       |       |
|  | 6                | Gujan-Mestras    | 3                | 4                |                  | Gujan-Mestras | 7             | 4          |            |  |  |       |       |       |
|  |                  |                  |                  |                  |                  | Gujan-Mestras | 7             | 4          |            |  |  |       |       |       |
|  |                  | CP Voltregà      | 14               | 11               |                  |               |               |            |            |  |  |       |       |       |
|  | 2                | CP Voltregà      | 14               | 11               | Hockey Novara    | 6             | 2             |            |            |  |  |       |       |       |
|  | 2                |                  |                  |                  | Hockey Novara    | 6             | 2             |            |            |  |  |       |       |       |
|  | 7                | CP Voltregà      | 4                | 9                |                  |               |               |            |            |  |  |       |       |       |
|  | 7                | CP Voltregà      | 4                | 9                |                  |               |               |            |            |  |  |       |       |       |

### Quartos-de-final
| Equipa 1              | Total | Equipa 2      | 1.ª Mão | 2.ª Mão |
| --------------------- | ----- | ------------- | ------- | ------- |
| Remscheid             | 7-18  | FC Porto      | 2-10    | 5-8     |
| Bury St Edmunds       | 6-7   | Gujan-Mestras | 3-3     | 3-4     |
| Hockey Novara         | 8-13  | CP Voltregà   | 6-4     | 2-9     |
| Isento: Reus Deportiu |       |               |         |         |

### Meias-finais
| Equipa 1      | Total | Equipa 2      | 1.ª Mão | 2.ª Mão |
| ------------- | ----- | ------------- | ------- | ------- |
| FC Porto      | 9-12  | Reus Deportiu | 5-3     | 4-9     |
| Gujan-Mestras | 11-25 | CP Voltregà   | 7-14    | 4-11    |

### Final
| Equipa 1      | Total | Equipa 2    | 1.ª Mão | 2.ª Mão |
| ------------- | ----- | ----------- | ------- | ------- |
| Reus Deportiu | 18-13 | CP Voltregà | 12-5    | 6-8     |

| Campeão Europeu 1970       |
| -------------------------- |
|                            |
| RÉUS DEPORTIU (4.º título) |

### Internacional
- Ligações para todos os sítios de hóquei
- Mundook- Sítio com notícias de todo o mundo do hóquei
- Hoqueipatins.com - Sítio com todos os resultados de Hóquei em Patins